# 皮質拡大
皮質拡大(cortical magnification)とは、ある大きさの刺激を処理する視覚皮質のニューロンの数を、視野位置の関数として表したものである。中心視野では、網膜の中心窩が対応しており、視野のほんの一領域にまたがる小さな刺激であっても、きわめて多数のニューロンがその情報処理に関与している。もしも同じ刺激を周辺視野で見たとすると、この刺激の情報処理に関与するニューロンは、ずっと少なくなる。視野あたりのニューロンの数の減少は、視覚伝達路の数段階を経て達成され、これは網膜において始まる。
定量的な目的では、皮質拡大係数(cortical magnification factor)が用いられ、これは視角1度あたりに対応する皮質での長さ(ミリメートル)として表現されることが多い。こうした表現を用いた場合、霊長類の1次視覚野(V1)での皮質拡大係数の値は、中心視野と周辺視野で100倍程度異なる(Daniel and Whitteridge, 1961).
周辺野で視野面積あたりのニューロン数が減少することは、ニューロンの受容野が大きくなっていることを意味する。これは、それぞれのニューロンが視野のより大きな領域をカバーするためである。結果として、視覚の"性能"(例えば視力)は、中心視野で最もよく、周辺視野では悪くなることになる。
1次視覚野(V1)では、偏心度と皮質拡大の関係は、M scaling(M=magnification)とも呼ばれる。皮質領域によって皮質拡大係数は異なる。形状やテクスチャの詳細な分析に関与する領野(たとえば4次視覚野)では、中心視野での拡大係数が極めて大きく、周辺視野の情報の表象はとても少ない。対照的に、他の領野では、中心視野から周辺視野へ移行したときの皮質拡大係数の減少はより緩やかである(たとえば、6次視覚野)。